# Guerre des courants

Thomas Edison, inventeur et homme d'affaires américain, il était en faveur du développement d'un réseau électrique en courant continu.

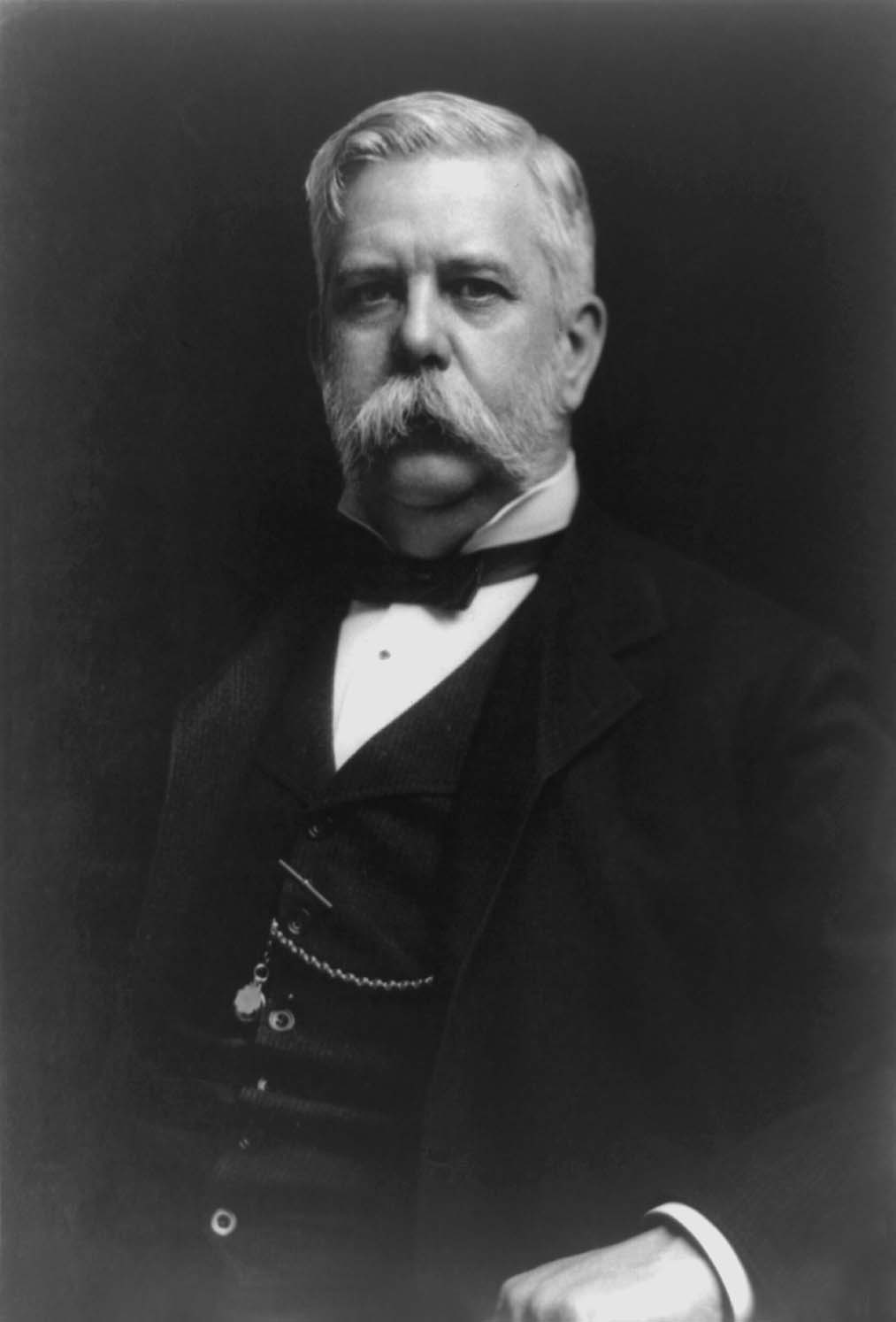
George Westinghouse, ingénieur et homme d'affaires américain, il a contribué en apportant son soutien financier au développement d'un réseau électrique en courant alternatif fonctionnel.

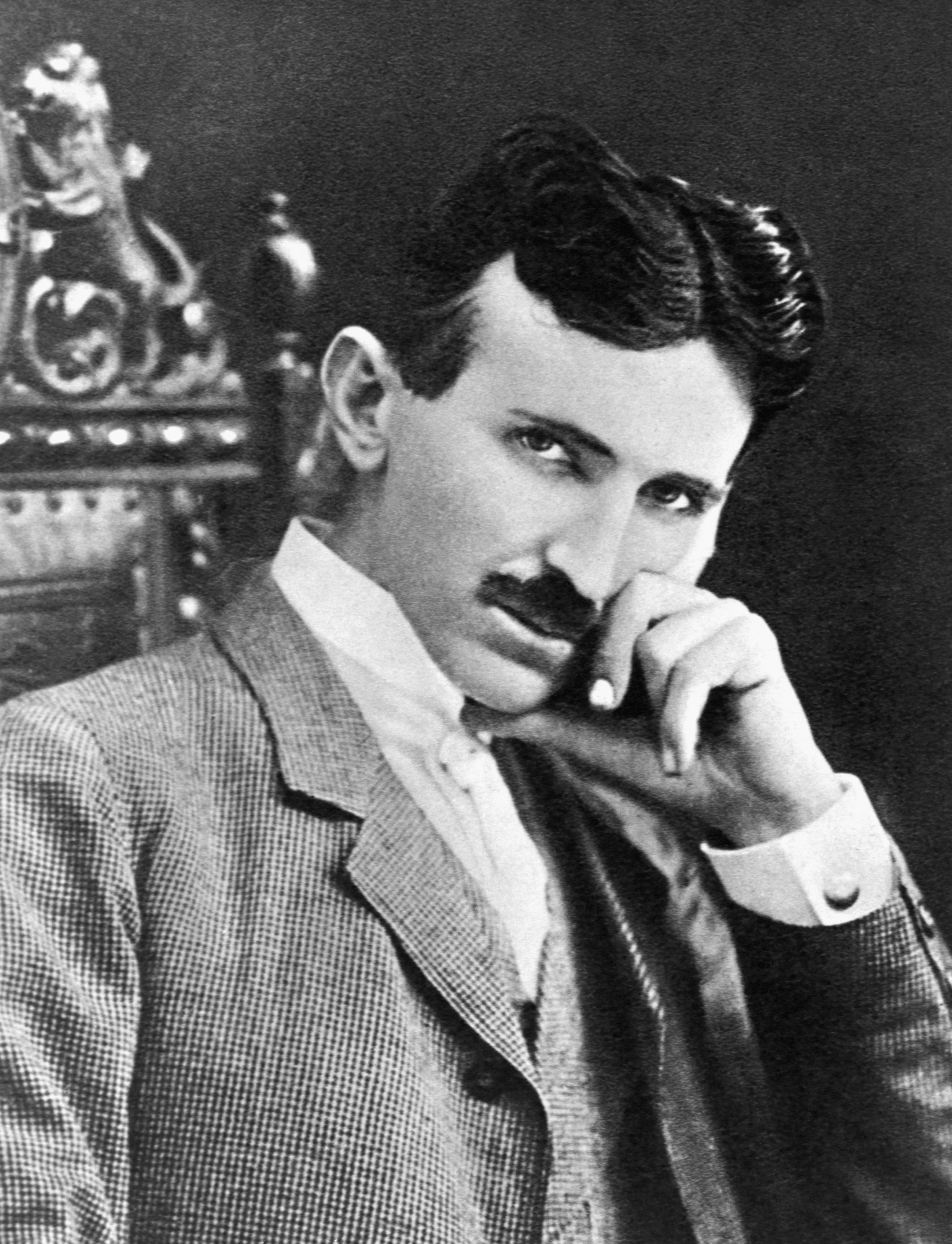
Nikola Tesla, inventeur, physicien et ingénieur en électro-mécanique, il a été l'artisan du développement des réseaux en courant alternatif.

La guerre des courants (parfois appelée bataille des courants) est une controverse technique et industrielle qui s'est déroulée aux États-Unis, à la fin des années 1890. Elle est centrée sur l'opposition entre Thomas Edison, partisan de l'utilisation du courant continu (en anglais DC, pour direct current) pour le transport et la distribution d'électricité, et George Westinghouse et Nikola Tesla, promoteurs de l'utilisation du courant alternatif (en anglais AC, pour alternating current).

## Contexte
Dans les premières années après l'introduction de la distribution d'électricité aux États-Unis, le courant continu d'Edison était la norme et Edison ne voulait pas perdre les redevances de ses brevets. Le courant continu était bien adapté aux lampes à incandescence, qui constituaient l'essentiel de la consommation électrique de l'époque, et aux moteurs. Les systèmes à courant continu pouvaient être directement reliés à des batteries d'accumulateurs, ce qui régulait la puissance demandée au circuit et fournissait une réserve d'énergie lorsque les génératrices étaient arrêtées. Les génératrices à courant continu pouvaient facilement être branchées en parallèle, ce qui permettait une exploitation économique en utilisant de plus petites machines durant les périodes de faible demande et améliorait la fiabilité. À l'introduction du système d'Edison, il n'existait pas de moteur à courant alternatif d'usage commode. Edison avait inventé un compteur permettant de facturer les clients pour leur consommation électrique, mais celui-ci ne fonctionnait qu'en courant continu. Tous ces éléments constituaient, en 1882, des avantages techniques en faveur du courant continu.
En se fondant sur ses travaux sur les champs magnétiques rotatifs, Tesla développa un système pour la production, le transport et l'utilisation du courant alternatif. Il s'associa à George Westinghouse pour le commercialiser. Westinghouse avait préalablement acheté les droits sur les brevets du système polyphasé de Tesla, ainsi que sur d'autres brevets pour des transformateurs de courant alternatif auprès de Lucien Gaulard et John Dixon Gibbs.
De nombreuses dissensions sous-tendent cette rivalité. Edison était avant tout un expérimentateur, plus qu'un mathématicien. Le courant alternatif ne peut pas être correctement compris ni mis à profit sans une bonne compréhension des mathématiques et de la modélisation mathématique de la physique, compréhension dont disposait Tesla.
Tesla avait travaillé pour Edison mais se sentait sous-estimé (par exemple, lorsque Edison entendit parler pour la première fois de l'idée de Tesla d'utiliser le courant alternatif pour le transport de l'énergie, il la rejeta : « Les idées de Tesla sont brillantes, mais strictement inexploitables en pratique »). Cette animosité s'est exacerbée lorsque Edison refusa à Tesla la récompense qu'il lui avait promise pour son travail : Tesla s'était vu promettre 50 000 $ s'il parvenait à améliorer l'efficacité de la médiocre dynamo élaborée par Edison. Tesla améliora effectivement cette dynamo, au terme de presque un an de travail, mais Edison ne lui versa aucunement la somme promise. Edison poussa l'audace jusqu'à prétendre que sa promesse était une blague et dit à Tesla qu'il ne comprenait pas l'humour américain,.
Edison regretta plus tard de ne pas avoir écouté Tesla et de ne pas avoir utilisé le courant alternatif.
La guerre des courants pouvait être relancée : la hausse de la tension continue étant facilement possible, les changements des modes de production d'énergie et les évolutions de la consommation relançant la question du choix de l'alternatif[réf. souhaitée]. Aujourd'hui[Quand ?], les productions se décentralisent limitant ainsi le transport, source de pertes ; la consommation est essentiellement en courant continu, ce circuit court est favorable au DC (courant continu)[réf. nécessaire].

## Transport de l'énergie électrique

### Les systèmes en concurrence
Le mode de distribution à courant continu d'Edison comprenait des centrales électriques qui alimentaient d'épais câbles de distribution et les appareils des clients (les lampes et les moteurs) se branchaient alors dessus. Le système au complet n'utilisait qu'une seule tension ; par exemple, des lampes de 100 volts installées chez le consommateur étaient reliées à une génératrice produisant du 110 volts, ce qui autorisait une certaine chute de tension dans les lignes de transport entre la génératrice et l'appareil. La tension électrique a été choisie par commodité pour la fabrication des ampoules. Les ampoules à filament de carbone pouvaient être fabriquées pour supporter 100 volts, elles produisaient ainsi un éclairage comparable à celui du gaz, à un prix compétitif. À l'époque, une tension de 100 volts n'était pas perçue comme présentant un grand risque d'électrocution.
Pour économiser sur le coût des conducteurs en cuivre, un mode de distribution à trois câbles a été introduit. Les trois lignes étaient à des potentiels relatifs de +110 volts, 0 volts et −110 volts. Les lampes à 100 volts pouvaient être branchées entre, d'un côté, l'un des conducteurs à +110 volts ou à −110 volts, et, de l'autre, le conducteur « neutre » à 0 volts, qui ne transportait que l'intensité résultant de l'inégalité d'utilisation entre la ligne + et la ligne -. Le système à trois lignes ainsi créé nécessitait moins de fil de cuivre pour une quantité donnée d'énergie électrique transmise, tout en utilisant des tensions relativement basses. Cependant, même avec cette innovation, la chute de tension causée par la résistance des câbles était si importante que les centrales électriques devaient se trouver à un ou deux kilomètres des points d'utilisation. Des tensions plus élevées ne pouvaient pas être utilisées facilement en courant continu, parce qu'il n'existait pas de technologie efficace et bon marché qui permette de réduire la tension du courant d'un circuit de transport à haute tension vers une basse tension d'utilisation.
Dans le courant alternatif, un transformateur prend place entre le réseau de distribution à relativement haute tension et les appareils de l'utilisateur. Les lampes et les petits moteurs peuvent toujours être alimentés sous une tension raisonnablement faible. Cependant, le transformateur permet de transporter l'électricité à des tensions nettement plus élevées, en général dix fois plus élevées que celle fournie à l'utilisateur. Pour une quantité donnée d'énergie électrique transportée[pas clair], le diamètre du câble est inversement proportionnel à la tension utilisée. De plus, la longueur acceptable pour le circuit de distribution, étant donné le calibre du câble et la chute de tension admissible, augmente approximativement au carré de la tension de transport[pas clair]. Cela signifiait en pratique qu'un plus petit nombre de grosses centrales électriques pouvaient desservir un secteur donné. Les gros consommateurs, tels que les moteurs industriels ou les convertisseurs alimentant les réseaux de chemin de fer, pouvaient se raccorder au même réseau de distribution que l'éclairage, au moyen de transformateurs fournissant la tension secondaire appropriée.

### Premières analyses du transport de l'énergie électrique
Edison, en réaction aux limitations imposées par le courant continu, proposa de produire l'électricité près du lieu où elle était utilisée, ce qu'on appelle de nos jours la production décentralisée, et d'installer de fortes lignes de transport, capables de supporter la demande croissante en électricité. Cette approche se révéla coûteuse, en particulier pour les régions rurales où on n'avait pas les moyens de construire une centrale localement ni de payer des longueurs importantes de fil de cuivre de forte section, malcommode et ingérable. Edison et sa compagnie, toutefois, auraient tiré un important profit de la construction des innombrables centrales qui auraient été nécessaires pour amener l'électricité à l'ensemble de la population.

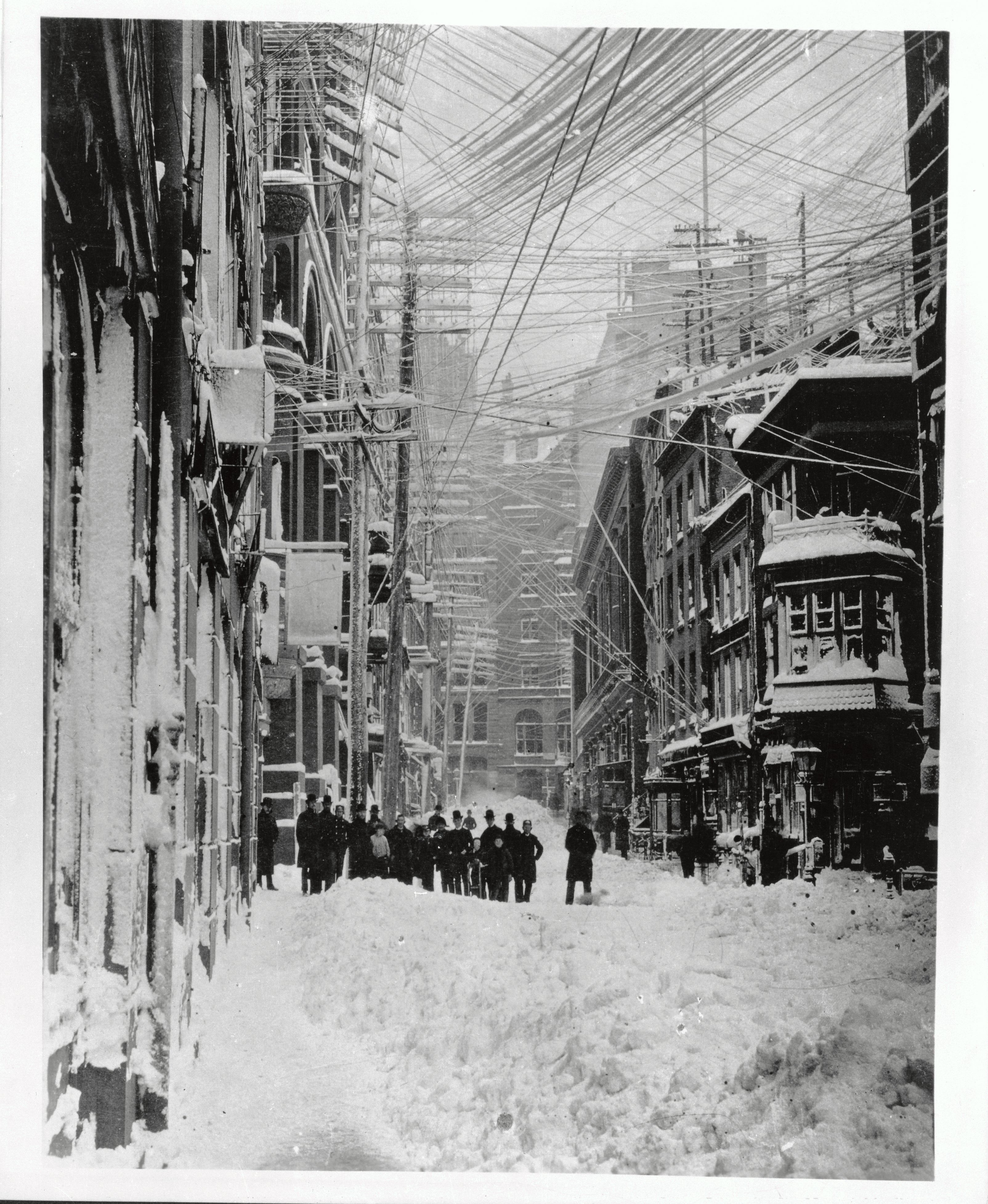
New York durant le blizzard de 1888 ; on voit l'enchevêtrement de fils suspendus au-dessus des rues.

À l'époque, la tension continue ne pouvant être facilement modifiée, des lignes électriques séparées devaient être installées pour alimenter des appareils de tensions différentes. Il fallait donc tirer et entretenir plus de fils, ce qui était coûteux et inutilement dangereux. Durant le grand blizzard de 1888, à New-York, de nombreux décès ont été attribués à la chute de câbles aériens,.
Le courant alternatif pouvait être transporté sur de grandes distances à haute tension, et donc à plus faible intensité, limitant les pertes et permettant une plus grande efficacité dans la transmission, puis ramené à des tensions commodes pour l'utilisation domestique ou industrielle. Lorsque Tesla présenta son système de génératrices, de transformateurs, de moteurs, de câbles et de luminaires utilisant le courant alternatif, en novembre et décembre 1887, il devint clair que le courant alternatif représentait l'avenir du transport de l'électricité. La distribution en courant continu a perduré dans plusieurs centres-villes pendant plusieurs décennies, cependant.
Le courant alternatif de basse fréquence (50–60 Hz) est potentiellement plus dangereux que le courant continu de puissance comparable, puisque les fluctuations alternatives peuvent perturber le rythme cardiaque et provoquer la fibrillation ventriculaire, mortelle si elle n'est pas immédiatement traitée[source insuffisante]. Cependant, étant donné qu’un système de distribution électrique doit, pour être fonctionnel, utiliser des niveaux de tensions élevés, qui peuvent donc provoquer des électrocutions, le problème reste le même qu'il s’agisse de courant continu ou de courant alternatif. Dès lors, les précautions contre les électrocutions étant semblables pour les deux types de courant, les avantages du courant alternatif ont largement contrebalancé ce risque théoriquement supérieur d’électrocution ; il est dès lors devenu le standard dans le monde entier.

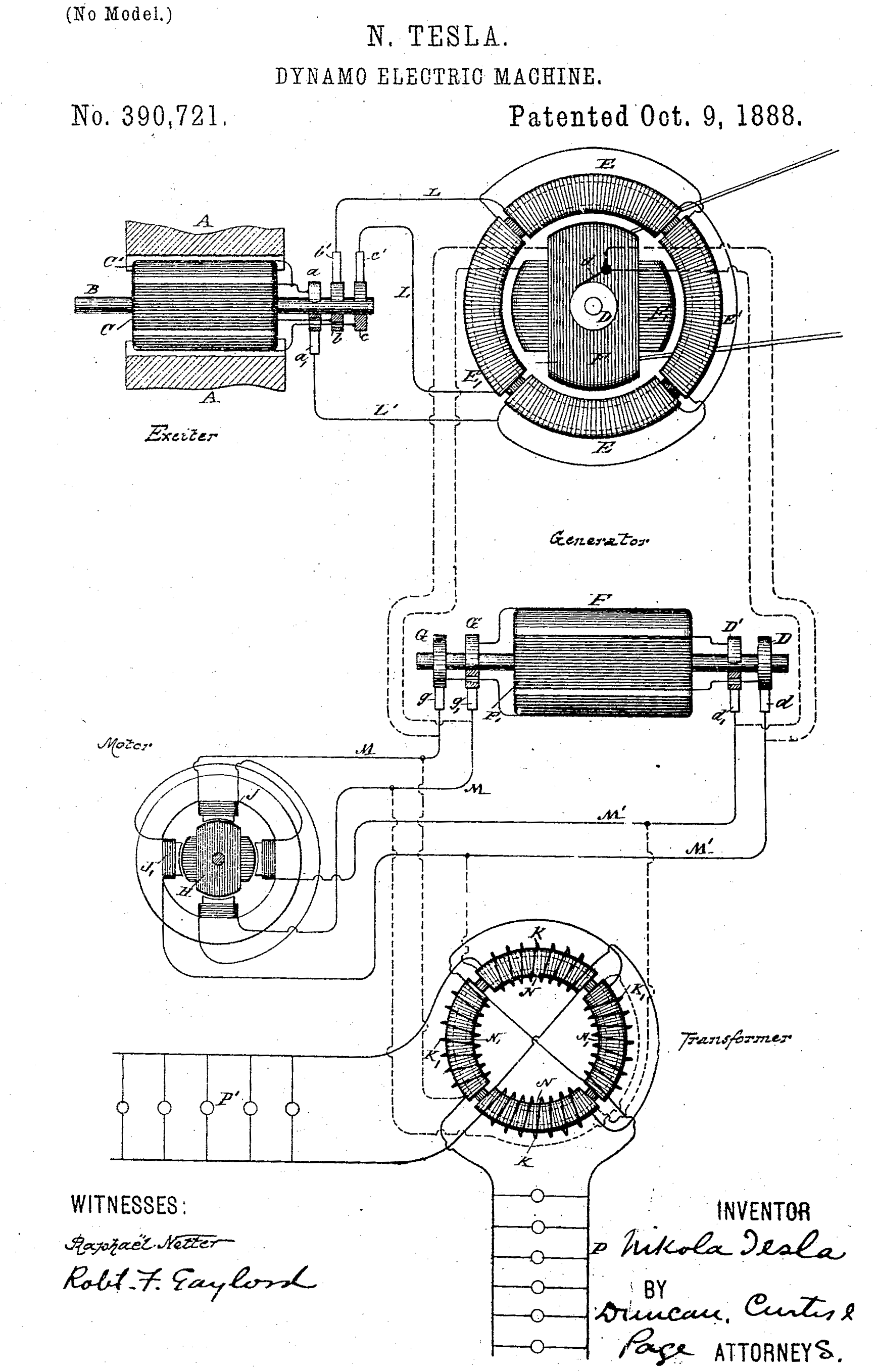
Brevet US 390721 de Tesla pour une machine dynamo-électrique.

### Pertes en ligne
L'avantage du courant alternatif pour le transport de l'énergie sur une grande distance vient de la facilité d'en modifier la tension au moyen d'un transformateur. La puissance utilisable est le produit de l'intensité de courant par la tension aux bornes de l'appareil. À puissance égale, une faible tension impose une intensité plus grande et une haute tension nécessite une intensité plus faible. Les fils électriques en métal ayant à toute fin pratique une résistance électrique fixée, une certaine puissance va être dissipée sous forme de chaleur dans les lignes. Cette dissipation est calculée par la loi de Joule et est proportionnelle au carré de l'intensité. Dès lors, si la puissance transmise est inchangée, et étant donné les tailles des conducteurs utilisables en pratique, une distribution à haute intensité sous faible tension va entraîner une bien plus grande perte qu'une distribution à faible intensité sous haute tension. Cela aussi bien en courant alternatif qu'en courant continu.
Convertir la tension continue requérait à l'époque de grosses machines électriques rotatives, ce qui était difficile, coûteux, peu efficace, exigeant en entretien, alors qu'en courant alternatif, la tension peut être changée avec des transformateurs simples et efficaces sans pièces en mouvement et demandant très peu d'entretien. C'est ce qui a fait le succès du courant alternatif. Les réseaux de distribution modernes utilisent couramment des tensions allant jusqu'à 765 000 volts. Les appareils d'électronique de puissance tels que les diodes à vapeur de mercure et les thyristors ont rendu possible le transport à haute tension pour alimenter des utilisations en courant continu en améliorant la fiabilité et l'efficacité de la conversion du courant alternatif en courant continu.
Les lignes de transport en courant alternatif présentent des pertes qui ne touchent pas le courant continu. En raison de l'effet de peau, un conducteur offre une résistance plus grande au courant alternatif qu'au courant continu. Cet effet est mesurable et prend son importance pour de gros câbles transportant des milliers d'ampères. L'augmentation de résistance due à l'« effet de peau »  peut être évitée en remplaçant un gros câble par un faisceau de petits câbles. Cependant, les pertes globales dans des installations qui utilisent un transport à haute tension et des transformateurs sont finalement beaucoup plus faibles que si on transportait du courant continu à la tension d'utilisation.

## Guerre des courants

### Campagne de publicité d'Edison
Edison mena une campagne visant à dissuader le public d'utiliser le courant alternatif, entre autres en propageant des informations erronées sur des accidents mortels impliquant le courant alternatif, en tuant des animaux en public et en faisant pression sur les états américains pour qu'ils interdisent l'utilisation du courant alternatif. Edison donna l'ordre à ses techniciens, en premier lieu Arthur Kennelly et Harold P. Brown, de superviser plusieurs électrocutions par courant alternatif d'animaux, surtout des chiens et chats errants, mais aussi du bétail et des chevaux de réforme.
En suivant ces consignes, ils étaient censés fournir à la presse la démonstration que le courant alternatif était plus dangereux que le courant continu d'Edison.
Il tenta également de généraliser l'usage du terme Westinghoused (qu'on pourrait traduire par « westingousé… ») comme synonyme du terme « électrocuté ». En 1902, alors que le courant continu avait perdu la bataille des courants depuis plusieurs années déjà, son équipe de tournage filma l'électrocution par courant alternatif à haute tension, supervisée par des employés d'Edison, de l'éléphant Topsy, un animal du cirque de Coney Island qui venait de tuer trois personnes.
Edison était opposé à la peine de mort, mais son désir de discréditer le courant alternatif le poussa à inventer la chaise électrique. Harold P. Brown, payé en sous-main par Edison, fabriqua la première chaise électrique pour l'État de New York pour répandre l'idée que le courant alternatif était plus dangereux que le courant continu.
Lors de la première utilisation de la chaise, le 6 août 1890, les techniciens avaient sous-estimé la tension nécessaire pour tuer le condamné, William Kemmler. La première décharge, insuffisante, se contenta de le blesser grièvement. On dut recommencer la procédure et un journaliste présent décrivit la scène comme un « affreux spectacle, bien pire qu'une pendaison ». George Westinghouse déclara à ce sujet : « Ils auraient mieux fait d'utiliser une hache ».

### Chutes du Niagara
En 1890, la Niagara Falls Power Company (NFPC) et sa filiale, la Cataract Company constituèrent la « Commission internationale du Niagara », composée d'experts, pour analyser les propositions visant à exploiter les chutes du Niagara pour produire de l'électricité. La commission était présidée par Sir William Thomson (connu plus tard sous le nom de Lord Kelvin) et comptait en ses rangs le Français Éleuthère Mascart, l'Anglais William Unwin (en), l'Américain  Coleman Sellers II (en) et le Suisse Théodore Turrettini. Elle était soutenue par des entrepreneurs et financiers tels que J. P. Morgan, Lord Rothschild et John Jacob Astor IV. Dans leurs dix-neuf propositions, ils envisagèrent même brièvement d'utiliser l'air comprimé comme moyen de transporter l'énergie, mais préférèrent finalement l'électricité. En revanche, ils ne parvinrent pas à décider de la méthode qui donnerait globalement les meilleurs résultats.
En 1893, George Forbes réussit finalement à convaincre la NFPC de donner le contrat à Westinghouse, et de rejeter la proposition de General Electric et d'Edison. Les travaux du projet de centrale électrique de Niagara commencèrent en 1893 ; l'électricité allait être produite et transportée sous forme de courant alternatif, sous une fréquence de 25 Hz pour minimiser les pertes par impédance dans le transport (la fréquence fut changée à 60 Hz dans les années 1950).
Certaines personnes doutaient de la quantité d'électricité nécessaires pour alimenter les industries situées à Buffalo. Tesla était convaincu que son système fonctionnerait, affirmant que les chutes du Niagara pourraient fournir en électricité tout l'est des États-Unis. Aucun des projets de démonstration de transport d'électricité par courant alternatif multiphasé réalisés jusqu'alors n'étaient d'une échelle comparable à celle de Niagara :
- la démonstration de Lauffen-Neckar en 1891 était la première expérience en grandeur réelle de transport d'électricité en courant alternatif ;
- Westinghouse avait utilisé le système de Tesla pour la Ames Hydroelectric Generating Plant (en) en 1891, sa première utilisation industrielle ;
- l'exposition universelle de 1893 de Chicago présentait un réseau complet de production et de transport d'électricité polyphasée installé par Westinghouse ;
- Almirian Decker conçut un système triphasé pour la centrale hydroélectrique de Mill Creek (en) en Californie en 1893.

Le 16 novembre 1896, l'électricité produite par les génératrices de la Edward Dean Adams Station située aux chutes du Niagara atteignait les usines de Buffalo. Les génératrices avaient été fabriquées par Westinghouse suivant les brevets de Tesla. Les plaques signalétiques sur les génératrices mentionnaient le nom de Tesla. Pour apaiser le conflit avec General Electric, on leur attribua le contrat de construction des lignes de transport jusqu'à Buffalo, en utilisant sous licence les brevets de Tesla.

### Issue de la rivalité
Le succès des installations des chutes du Niagara a constitué une date clé dans l'acceptation du courant alternatif par la population. Le courant alternatif supplanta le courant continu pour la production et le transport de l'électricité, permettant d'en étendre énormément la portée, ainsi que la sécurité et le rendement. La distribution à courant continu et basse tension d'Edison fut remplacé par des appareils à courant alternatif conçu par d'autres : en premier lieu, les systèmes polyphasés de Tesla, mais aussi ceux d'autres contributeurs tels que Charles Proteus Steinmetz, qui travaillait à Pittsburgh pour Westinghouse en 1888. Ultérieurement, la General Electric, formée par la fusion des compagnies d'Edison avec la rivale Thomson-Houston travaillant en courant alternatif, se mit à produire des machines à courant alternatif. La production centralisée d'électricité devint possible lorsqu'il devint évident que des lignes à courant alternatif pouvaient transporter l'énergie à faible coût sur de grandes distances en modulant la tension le long du trajet au moyen de transformateurs. L'électricité est produite sous une tension habituelle de quelques kilovolts, puis sa tension est augmentée à des dizaines, voire des centaines de kilovolts, pour un transport primaire efficace, suivi de transformations en cascade pour redescendre à une tension nominale de 120 V en Amérique du Nord, 230 V en Europe.
Les réseaux de transport actuels comportent des trajets redondants pour acheminer l'électricité de n'importe quelle centrale à n'importe quel centre de consommation, suivant l'intérêt économique du trajet, le coût de l'énergie et l'importance qu'il peut y avoir à conserver certains consommateurs alimentés sans interruption. Les centrales électriques (par exemple des sites hydroélectriques) peuvent être très éloignés des consommateurs.

### Systèmes à courant continu subsistants
Certaines villes continuèrent à utiliser le courant continu bien après la fin du XIXe siècle. Par exemple, le centre d'Helsinki conserva un réseau en courant continu jusqu'à la fin des années 1940, tandis que Stockholm ne se débarrassa du sien, décrépi, que dans les années 1970. Un poste de redressement à diodes à vapeur de mercure peut convertir le courant alternatif en courant continu là où il est encore utilisé. Des quartiers de Boston, le long de Beacon Street (en) et de Commonwealth Avenue (en) étaient encore alimentés en 110 volts continu dans les années 1960, ce qui provoqua la destruction de nombreux petits appareils électriques (des sèche-cheveux et des tourne-disques, surtout) que les étudiants de la Boston University branchaient malgré les avertissements au sujet de l'alimentation électrique inhabituelle.
La compagnie de distribution électrique de New York, la Consolidated Edison, continua de fournir du courant continu aux clients qui l'avait adopté au début du XXe siècle, essentiellement pour les ascenseurs. Le New Yorker Hotel, construit en 1929, disposait d'une grosse centrale électrique à courant continu et ne bascula totalement en courant alternatif qu'au cours des années 1960. En janvier 1998, la Consolidated Edison commença à supprimer le service en courant continu, qui alimentait alors 4 600 clients. En 2006, ils n'étaient plus que 60, et le 14 novembre 2007, la Con Edison mit fin à ce service. Des redresseurs convertissant le courant alternatif en courant continu ont été installés chez les clients qui l'utilisaient encore.
Les chemins de fer électriques alimentés par un troisième rail utilisent généralement du courant continu, entre 500 et 750 V. Les réseaux ferrés à caténaires utilisent de nombreux systèmes, qui peuvent être en courant alternatif à haute tension ou en courant continu à haute intensité.

### Les lignes haute tension en courant continu
Du fait des pertes engendrées par le courant alternatif sur de grandes distances et grâce aux progrès réalisés dans l’électronique de puissance, il est redevenu intéressant d'utiliser le courant continu pour transporter de l’énergie électrique. Les systèmes HVDC (courant continu à haute tension) sont utilisés pour le transport de quantités importantes d'énergie depuis des centrales électriques éloignées ou pour l'interconnexion de réseaux à courant alternatif séparés, sans relation de phase. Ils sont également utilisés pour les lignes souterraines ou sous-marines de longue distance, quand la réactance capacitive des lignes AC enterrées, proportionnelle à la longueur de la ligne, les rend inadaptées. Ils font usage de composants d'électronique de puissance tels que des diodes, des thyristors ou des IGBT qui n'existaient pas du temps de la guerre des courants. L'électricité est encore convertie de AC en DC, ou l'inverse, à chaque extrémité du lien HVDC moderne.
Parmi les avantages du HVDC sur les systèmes à courant alternatif pour le transport de très grandes puissances, citons la possibilité de faire transiter une plus grande puissance par une ligne donnée (ce qui est important, puisque installer de nouvelles lignes, et même remettre à niveau celles existantes, est extrêmement coûteux), un meilleur contrôle de la circulation de la puissance, en particulier dans les conditions transitoires et dans les situations d'urgence, qui peuvent souvent mener à des pannes de courant généralisées.
Le HVDC est désormais préféré au courant alternatif pour le transport sur de très grandes distances, le coût d'exploitation et de construction de ligne étant alors favorable au HVDC.

### Autres utilisations du courant continu
Le courant continu est aussi très utilisé lorsque les distances à parcourir sont petites et en particulier lorsque des batteries ou des piles à combustible sont utilisées dans le dispositif. Parmi ces utilisations, on note :
- les appareils électroniques, y compris les circuits intégrés, les émetteurs radio, les ordinateurs, et bien entendu les smartphones ;
- les réseaux locaux Ethernet à alimentation intégrée (Power over Ethernet), notamment pour la connexion de téléphones numériques ;
- le démarrage, l'allumage et l'éclairage (ainsi que les différents accessoires électriques) des automobiles ;
- la propulsion des automobiles hybrides et électriques ;
- les centraux téléphoniques ;
- les onduleurs avec alimentation de secours pour ordinateur ;
- Le stockage d'énergie distribué ;
- Installations éoliennes ou photovoltaïques.

Dans ces utilisations, le courant continu peut être utilisé directement ou converti en courant alternatif par des composants d'électronique de puissance. À l'avenir, cela permettrait de fournir de l'énergie à un réseau à partir de sources dispersées.